# Areines
Areines település Franciaországban, Loir-et-Cher megyében. Lakosainak száma 580 fő (2022. január 1.). Areines Coulommiers-la-Tour, Meslay, Saint-Ouen és Vendôme községekkel határos.

## Népesség
A település népességének változása:
| Lakosok száma | 289  | 530  | 555  | 605  | 595  | 607  | 616  | 597  | 590  | 580  |
|               | 1968 | 1982 | 1990 | 2006 | 2013 | 2015 | 2017 | 2019 | 2020 | 2022 |